# Camp Lake (Antarktika)
Der Camp Lake ist ein ovaler, 183 m langer See an der Ingrid-Christensen-Küste des ostantarktischen Prinzessin-Elisabeth-Lands. In den Vestfoldbergen liegt er 800 m westlich des Kopfendes des Weddell Arm der Breidnes-Halbinsel.
Luftaufnahmen der US-amerikanischen Operation Highjump (1946–1947) dienten der Kartierung des Sees. Seinen Namen erhielt er, weil eine Mannschaft im Rahmen der Australian National Antarctic Research Expeditions hier 1955 am nordöstlichen Ende des Sees ihr Camp errichtet hatte.